# Otis H. Cooley

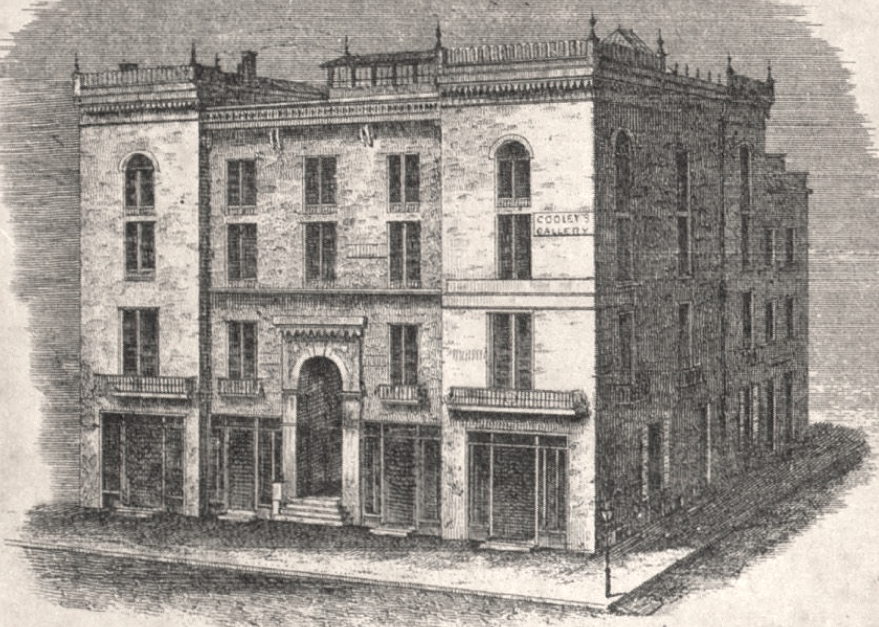
Cooleyova galerie, Springfield, 1851

Otis H. Cooley (23. června 1820 – 18. listopadu 1860) byl fotograf-daguerrotypista, který provozoval fotografické studio ve Springfieldu v Massachusetts v průběhu 19. století.
V ateliéru pořídil portréty básnířky Emily Dickinson, její sestry Lavinie Norcrossy Dickinson a mnoho dalších.
Byl rodákem z Granville (Massachusetts).

## Galerie

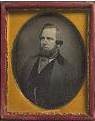
Otis H. Cooley: William Howe, asi 1850 (U.S. National Portrait Gallery)
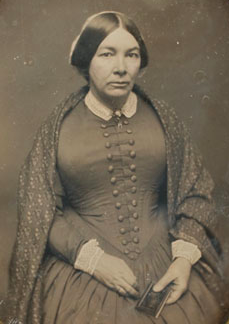
Otis H. Cooley: Portrét neznámé ženy, asi 1852
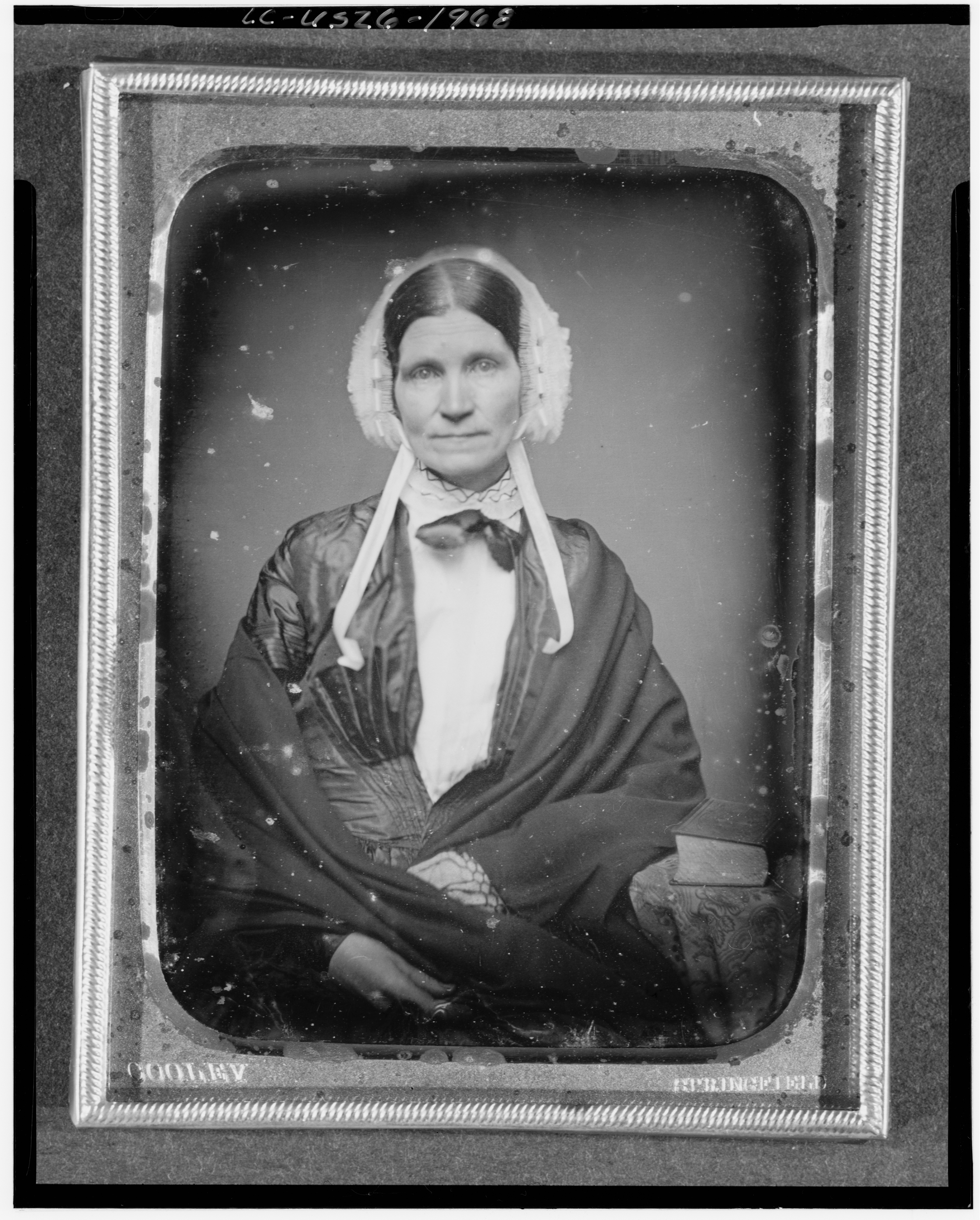
Otis H. Cooley: Eunice Fiske Durfee (Library of Congress)